# Ischioscia muelleri
Ischioscia muelleri là một loài chân đều trong họ Philosciidae. Loài này được Leistikow miêu tả khoa học năm 1997.